# Дъблински метрополитен
Дъблинският метрополитен (на ирландски: Metro Baile Átha Cliath) е метросистемата в град Дъблин, Ирландия.
Метрото на града е все още в процес на планиране и е в резултат на правителствено решение от страна на ирландското правителство от 2005 г. Въз основа на него в Дъблин ще бъдат изградени 2 линии, наречени „Метро Север“ (на ирландски: Metro Thuaidh) и „Метро Запад“ (на ирландски: An Metro Thiar).
Северната линия ще бъде с дължина 17 km и максимален пътникопоток от 20 000 души в час. Западната линия е в по-ранен етап на планиране като предполагаемата ѝ дължина ще бъде около 25 km.